# ブリュッセル空港宝石強盗事件
ブリュッセル空港宝石強盗事件（ブリュッセルくうこうほうせきごうとうじけん）は、2013年2月18日にベルギーの首都ブリュッセル国際空港で発生した強盗事件である。

## 事件の概要
現地時間の2013年2月18日午後8時ごろ、ブリュッセル国際空港でスイスのチューリッヒに向けて出発準備だったスイス インターナショナル エアラインズの航空機に警備会社ブリンクス社 (Brink's) が宝石類を積み込んでいたところ、事前に穴をあけられたフェンスを通って空港へ侵入した 2台の黒い自動車が航空機に横付けした。警察官の制服を着用し覆面を着けた8人組の強盗団が警備員に自動小銃を突き付け、積荷を強奪した。強盗団は銃を発砲することなく、5分ほどで犯行を終えて逃走した。航空機には乗客が乗っていたが、目撃した者はいなかった。奪われた積荷はアントワープからチューリッヒに輸送途中のダイヤモンドの原石120ケース、約5000万ユーロ（日本円で46億8000万円）相当であった。犯行グループが使った自動車のうち1台は、ベルギーの郊外で焼け落ちた状態で発見された。
ベルギーではダイヤモンドの商取引が多く、2007年にもアントワープで2100万ユーロ（日本円で26億円）相当のダイヤモンドが奪われる強盗事件が発生している。
2013年5月8日、ベルギー、フランス、スイス3国の合同捜査により33人が逮捕され、ダイヤ、現金などが押収された。